# Graham Dadds
Graham Dadds, né le 16 mars 1911 à Swansea et mort le 8 mars 1980 dans la même ville, est un joueur britannique de hockey sur gazon.

## Carrière
Graham Dadds a fait partie de la sélection britannique de hockey sur gazon médaillée de bronze aux Jeux olympiques d'été de 1952 à Helsinki.